# Milan Vukčević
Milan Radoje Vukčević, scritto anche Vukcevich (Belgrado, 11 marzo 1937 – Cleveland, 10 maggio 2003), è stato uno scacchista, compositore di scacchi e ingegnere jugoslavo naturalizzato statunitense.

## Biografia
Si laureò nel 1963 in ingegneria metallurgica all'Università di Belgrado. Nello stesso anno si trasferì negli Stati Uniti, dove nel 1965 ottenne un Master of Science e nel 1967 un Doctor of Science al Massachusetts Institute of Technology. Dal 1967 al 1973 insegnò scienza dei materiali alla Case Western University di Cleveland, in Ohio. Lasciò poi l'insegnamento per lavorare alla General Electric. Nel 1989 divenne direttore del 
centro di ricerca della General Electric di Cleveland.

Pubblicò moltissimi articoli accademici sulla scienza dei materiali e fu proposto per l'assegnazione di un premio Nobel per la chimica. Era sposato con Michelle Kravčisin ed ebbero due figli.

## Carriera scacchistica
Milan Vukcevich è stato tra i pochi scacchisti ad ottenere sia il titolo di Maestro Internazionale a tavolino (1958) che di Grande Maestro della composizione (1988). Tra i suoi principali risultati:
- 1955 : vince il campionato juniores della Jugoslavia; pareggia un match di sei partite con Bent Larsen
- 1960 : medaglia d'oro di squadra, in seconda scacchiera, alle Universiadi di Leningrado, con 11,5 /13. Medaglia di bronzo di squadra con la Jugoslavia alle Olimpiadi di Lipsia 1960
- 1969 : pari primo con Pál Benkő e Robert Byrne al torneo U.S. Open
- 1975 : terzo al campionato USA, davanti a Samuel Reshevsky, Byrne e Larry Evans
- 1978 : è nominato dalla PCCC Maestro internazionale della composizione
- 1981 : terzo al campionato del mondo di soluzione di Arnhem nei Paesi Bassi
- 1983 : primo al torneo annuale di composizione della FIDE (ripetuto nel 2000)

Nel 1998 è stato ammesso nella U.S. Hall of Fame, il secondo scacchista dopo Sam Loyd ad essere nominato per i suoi meriti nel campo della composizione. Ha scritto i seguenti libri:
- Chess by Milan: Problems and Games of Dr. Milan R. Vukcevich, MIM Company, Burton (Ohio), 1981
- My Chess Compositions, Library of Chess Stratagems, California, 2003

## Due problemi di Milan Vukcevich
Il problema del diagramma a destra è un aiutomatto, in cui il nero muove per primo e aiuta il bianco a dargli matto. È anche un Allumwandlung, cioè un problema che comprende la promozione a quattro diversi pezzi.
|   | a | b | c | d | e | f | g | h |   |
| 8 | d8 re del bianco · f8 alfiere del bianco · c7 pedone del nero · d7 pedone del bianco · e7 pedone del bianco · f7 pedone del nero · h6 torre del bianco · c5 re del nero · f5 torre del nero · h4 donna del nero · a3 pedone del bianco · d3 donna del bianco | d8 re del bianco · f8 alfiere del bianco · c7 pedone del nero · d7 pedone del bianco · e7 pedone del bianco · f7 pedone del nero · h6 torre del bianco · c5 re del nero · f5 torre del nero · h4 donna del nero · a3 pedone del bianco · d3 donna del bianco | d8 re del bianco · f8 alfiere del bianco · c7 pedone del nero · d7 pedone del bianco · e7 pedone del bianco · f7 pedone del nero · h6 torre del bianco · c5 re del nero · f5 torre del nero · h4 donna del nero · a3 pedone del bianco · d3 donna del bianco | d8 re del bianco · f8 alfiere del bianco · c7 pedone del nero · d7 pedone del bianco · e7 pedone del bianco · f7 pedone del nero · h6 torre del bianco · c5 re del nero · f5 torre del nero · h4 donna del nero · a3 pedone del bianco · d3 donna del bianco | d8 re del bianco · f8 alfiere del bianco · c7 pedone del nero · d7 pedone del bianco · e7 pedone del bianco · f7 pedone del nero · h6 torre del bianco · c5 re del nero · f5 torre del nero · h4 donna del nero · a3 pedone del bianco · d3 donna del bianco | d8 re del bianco · f8 alfiere del bianco · c7 pedone del nero · d7 pedone del bianco · e7 pedone del bianco · f7 pedone del nero · h6 torre del bianco · c5 re del nero · f5 torre del nero · h4 donna del nero · a3 pedone del bianco · d3 donna del bianco | d8 re del bianco · f8 alfiere del bianco · c7 pedone del nero · d7 pedone del bianco · e7 pedone del bianco · f7 pedone del nero · h6 torre del bianco · c5 re del nero · f5 torre del nero · h4 donna del nero · a3 pedone del bianco · d3 donna del bianco | d8 re del bianco · f8 alfiere del bianco · c7 pedone del nero · d7 pedone del bianco · e7 pedone del bianco · f7 pedone del nero · h6 torre del bianco · c5 re del nero · f5 torre del nero · h4 donna del nero · a3 pedone del bianco · d3 donna del bianco | 8 |
| 7 | d8 re del bianco · f8 alfiere del bianco · c7 pedone del nero · d7 pedone del bianco · e7 pedone del bianco · f7 pedone del nero · h6 torre del bianco · c5 re del nero · f5 torre del nero · h4 donna del nero · a3 pedone del bianco · d3 donna del bianco | d8 re del bianco · f8 alfiere del bianco · c7 pedone del nero · d7 pedone del bianco · e7 pedone del bianco · f7 pedone del nero · h6 torre del bianco · c5 re del nero · f5 torre del nero · h4 donna del nero · a3 pedone del bianco · d3 donna del bianco | d8 re del bianco · f8 alfiere del bianco · c7 pedone del nero · d7 pedone del bianco · e7 pedone del bianco · f7 pedone del nero · h6 torre del bianco · c5 re del nero · f5 torre del nero · h4 donna del nero · a3 pedone del bianco · d3 donna del bianco | d8 re del bianco · f8 alfiere del bianco · c7 pedone del nero · d7 pedone del bianco · e7 pedone del bianco · f7 pedone del nero · h6 torre del bianco · c5 re del nero · f5 torre del nero · h4 donna del nero · a3 pedone del bianco · d3 donna del bianco | d8 re del bianco · f8 alfiere del bianco · c7 pedone del nero · d7 pedone del bianco · e7 pedone del bianco · f7 pedone del nero · h6 torre del bianco · c5 re del nero · f5 torre del nero · h4 donna del nero · a3 pedone del bianco · d3 donna del bianco | d8 re del bianco · f8 alfiere del bianco · c7 pedone del nero · d7 pedone del bianco · e7 pedone del bianco · f7 pedone del nero · h6 torre del bianco · c5 re del nero · f5 torre del nero · h4 donna del nero · a3 pedone del bianco · d3 donna del bianco | d8 re del bianco · f8 alfiere del bianco · c7 pedone del nero · d7 pedone del bianco · e7 pedone del bianco · f7 pedone del nero · h6 torre del bianco · c5 re del nero · f5 torre del nero · h4 donna del nero · a3 pedone del bianco · d3 donna del bianco | d8 re del bianco · f8 alfiere del bianco · c7 pedone del nero · d7 pedone del bianco · e7 pedone del bianco · f7 pedone del nero · h6 torre del bianco · c5 re del nero · f5 torre del nero · h4 donna del nero · a3 pedone del bianco · d3 donna del bianco | 7 |
| 6 | d8 re del bianco · f8 alfiere del bianco · c7 pedone del nero · d7 pedone del bianco · e7 pedone del bianco · f7 pedone del nero · h6 torre del bianco · c5 re del nero · f5 torre del nero · h4 donna del nero · a3 pedone del bianco · d3 donna del bianco | d8 re del bianco · f8 alfiere del bianco · c7 pedone del nero · d7 pedone del bianco · e7 pedone del bianco · f7 pedone del nero · h6 torre del bianco · c5 re del nero · f5 torre del nero · h4 donna del nero · a3 pedone del bianco · d3 donna del bianco | d8 re del bianco · f8 alfiere del bianco · c7 pedone del nero · d7 pedone del bianco · e7 pedone del bianco · f7 pedone del nero · h6 torre del bianco · c5 re del nero · f5 torre del nero · h4 donna del nero · a3 pedone del bianco · d3 donna del bianco | d8 re del bianco · f8 alfiere del bianco · c7 pedone del nero · d7 pedone del bianco · e7 pedone del bianco · f7 pedone del nero · h6 torre del bianco · c5 re del nero · f5 torre del nero · h4 donna del nero · a3 pedone del bianco · d3 donna del bianco | d8 re del bianco · f8 alfiere del bianco · c7 pedone del nero · d7 pedone del bianco · e7 pedone del bianco · f7 pedone del nero · h6 torre del bianco · c5 re del nero · f5 torre del nero · h4 donna del nero · a3 pedone del bianco · d3 donna del bianco | d8 re del bianco · f8 alfiere del bianco · c7 pedone del nero · d7 pedone del bianco · e7 pedone del bianco · f7 pedone del nero · h6 torre del bianco · c5 re del nero · f5 torre del nero · h4 donna del nero · a3 pedone del bianco · d3 donna del bianco | d8 re del bianco · f8 alfiere del bianco · c7 pedone del nero · d7 pedone del bianco · e7 pedone del bianco · f7 pedone del nero · h6 torre del bianco · c5 re del nero · f5 torre del nero · h4 donna del nero · a3 pedone del bianco · d3 donna del bianco | d8 re del bianco · f8 alfiere del bianco · c7 pedone del nero · d7 pedone del bianco · e7 pedone del bianco · f7 pedone del nero · h6 torre del bianco · c5 re del nero · f5 torre del nero · h4 donna del nero · a3 pedone del bianco · d3 donna del bianco | 6 |
| 5 | d8 re del bianco · f8 alfiere del bianco · c7 pedone del nero · d7 pedone del bianco · e7 pedone del bianco · f7 pedone del nero · h6 torre del bianco · c5 re del nero · f5 torre del nero · h4 donna del nero · a3 pedone del bianco · d3 donna del bianco | d8 re del bianco · f8 alfiere del bianco · c7 pedone del nero · d7 pedone del bianco · e7 pedone del bianco · f7 pedone del nero · h6 torre del bianco · c5 re del nero · f5 torre del nero · h4 donna del nero · a3 pedone del bianco · d3 donna del bianco | d8 re del bianco · f8 alfiere del bianco · c7 pedone del nero · d7 pedone del bianco · e7 pedone del bianco · f7 pedone del nero · h6 torre del bianco · c5 re del nero · f5 torre del nero · h4 donna del nero · a3 pedone del bianco · d3 donna del bianco | d8 re del bianco · f8 alfiere del bianco · c7 pedone del nero · d7 pedone del bianco · e7 pedone del bianco · f7 pedone del nero · h6 torre del bianco · c5 re del nero · f5 torre del nero · h4 donna del nero · a3 pedone del bianco · d3 donna del bianco | d8 re del bianco · f8 alfiere del bianco · c7 pedone del nero · d7 pedone del bianco · e7 pedone del bianco · f7 pedone del nero · h6 torre del bianco · c5 re del nero · f5 torre del nero · h4 donna del nero · a3 pedone del bianco · d3 donna del bianco | d8 re del bianco · f8 alfiere del bianco · c7 pedone del nero · d7 pedone del bianco · e7 pedone del bianco · f7 pedone del nero · h6 torre del bianco · c5 re del nero · f5 torre del nero · h4 donna del nero · a3 pedone del bianco · d3 donna del bianco | d8 re del bianco · f8 alfiere del bianco · c7 pedone del nero · d7 pedone del bianco · e7 pedone del bianco · f7 pedone del nero · h6 torre del bianco · c5 re del nero · f5 torre del nero · h4 donna del nero · a3 pedone del bianco · d3 donna del bianco | d8 re del bianco · f8 alfiere del bianco · c7 pedone del nero · d7 pedone del bianco · e7 pedone del bianco · f7 pedone del nero · h6 torre del bianco · c5 re del nero · f5 torre del nero · h4 donna del nero · a3 pedone del bianco · d3 donna del bianco | 5 |
| 4 | d8 re del bianco · f8 alfiere del bianco · c7 pedone del nero · d7 pedone del bianco · e7 pedone del bianco · f7 pedone del nero · h6 torre del bianco · c5 re del nero · f5 torre del nero · h4 donna del nero · a3 pedone del bianco · d3 donna del bianco | d8 re del bianco · f8 alfiere del bianco · c7 pedone del nero · d7 pedone del bianco · e7 pedone del bianco · f7 pedone del nero · h6 torre del bianco · c5 re del nero · f5 torre del nero · h4 donna del nero · a3 pedone del bianco · d3 donna del bianco | d8 re del bianco · f8 alfiere del bianco · c7 pedone del nero · d7 pedone del bianco · e7 pedone del bianco · f7 pedone del nero · h6 torre del bianco · c5 re del nero · f5 torre del nero · h4 donna del nero · a3 pedone del bianco · d3 donna del bianco | d8 re del bianco · f8 alfiere del bianco · c7 pedone del nero · d7 pedone del bianco · e7 pedone del bianco · f7 pedone del nero · h6 torre del bianco · c5 re del nero · f5 torre del nero · h4 donna del nero · a3 pedone del bianco · d3 donna del bianco | d8 re del bianco · f8 alfiere del bianco · c7 pedone del nero · d7 pedone del bianco · e7 pedone del bianco · f7 pedone del nero · h6 torre del bianco · c5 re del nero · f5 torre del nero · h4 donna del nero · a3 pedone del bianco · d3 donna del bianco | d8 re del bianco · f8 alfiere del bianco · c7 pedone del nero · d7 pedone del bianco · e7 pedone del bianco · f7 pedone del nero · h6 torre del bianco · c5 re del nero · f5 torre del nero · h4 donna del nero · a3 pedone del bianco · d3 donna del bianco | d8 re del bianco · f8 alfiere del bianco · c7 pedone del nero · d7 pedone del bianco · e7 pedone del bianco · f7 pedone del nero · h6 torre del bianco · c5 re del nero · f5 torre del nero · h4 donna del nero · a3 pedone del bianco · d3 donna del bianco | d8 re del bianco · f8 alfiere del bianco · c7 pedone del nero · d7 pedone del bianco · e7 pedone del bianco · f7 pedone del nero · h6 torre del bianco · c5 re del nero · f5 torre del nero · h4 donna del nero · a3 pedone del bianco · d3 donna del bianco | 4 |
| 3 | d8 re del bianco · f8 alfiere del bianco · c7 pedone del nero · d7 pedone del bianco · e7 pedone del bianco · f7 pedone del nero · h6 torre del bianco · c5 re del nero · f5 torre del nero · h4 donna del nero · a3 pedone del bianco · d3 donna del bianco | d8 re del bianco · f8 alfiere del bianco · c7 pedone del nero · d7 pedone del bianco · e7 pedone del bianco · f7 pedone del nero · h6 torre del bianco · c5 re del nero · f5 torre del nero · h4 donna del nero · a3 pedone del bianco · d3 donna del bianco | d8 re del bianco · f8 alfiere del bianco · c7 pedone del nero · d7 pedone del bianco · e7 pedone del bianco · f7 pedone del nero · h6 torre del bianco · c5 re del nero · f5 torre del nero · h4 donna del nero · a3 pedone del bianco · d3 donna del bianco | d8 re del bianco · f8 alfiere del bianco · c7 pedone del nero · d7 pedone del bianco · e7 pedone del bianco · f7 pedone del nero · h6 torre del bianco · c5 re del nero · f5 torre del nero · h4 donna del nero · a3 pedone del bianco · d3 donna del bianco | d8 re del bianco · f8 alfiere del bianco · c7 pedone del nero · d7 pedone del bianco · e7 pedone del bianco · f7 pedone del nero · h6 torre del bianco · c5 re del nero · f5 torre del nero · h4 donna del nero · a3 pedone del bianco · d3 donna del bianco | d8 re del bianco · f8 alfiere del bianco · c7 pedone del nero · d7 pedone del bianco · e7 pedone del bianco · f7 pedone del nero · h6 torre del bianco · c5 re del nero · f5 torre del nero · h4 donna del nero · a3 pedone del bianco · d3 donna del bianco | d8 re del bianco · f8 alfiere del bianco · c7 pedone del nero · d7 pedone del bianco · e7 pedone del bianco · f7 pedone del nero · h6 torre del bianco · c5 re del nero · f5 torre del nero · h4 donna del nero · a3 pedone del bianco · d3 donna del bianco | d8 re del bianco · f8 alfiere del bianco · c7 pedone del nero · d7 pedone del bianco · e7 pedone del bianco · f7 pedone del nero · h6 torre del bianco · c5 re del nero · f5 torre del nero · h4 donna del nero · a3 pedone del bianco · d3 donna del bianco | 3 |
| 2 | d8 re del bianco · f8 alfiere del bianco · c7 pedone del nero · d7 pedone del bianco · e7 pedone del bianco · f7 pedone del nero · h6 torre del bianco · c5 re del nero · f5 torre del nero · h4 donna del nero · a3 pedone del bianco · d3 donna del bianco | d8 re del bianco · f8 alfiere del bianco · c7 pedone del nero · d7 pedone del bianco · e7 pedone del bianco · f7 pedone del nero · h6 torre del bianco · c5 re del nero · f5 torre del nero · h4 donna del nero · a3 pedone del bianco · d3 donna del bianco | d8 re del bianco · f8 alfiere del bianco · c7 pedone del nero · d7 pedone del bianco · e7 pedone del bianco · f7 pedone del nero · h6 torre del bianco · c5 re del nero · f5 torre del nero · h4 donna del nero · a3 pedone del bianco · d3 donna del bianco | d8 re del bianco · f8 alfiere del bianco · c7 pedone del nero · d7 pedone del bianco · e7 pedone del bianco · f7 pedone del nero · h6 torre del bianco · c5 re del nero · f5 torre del nero · h4 donna del nero · a3 pedone del bianco · d3 donna del bianco | d8 re del bianco · f8 alfiere del bianco · c7 pedone del nero · d7 pedone del bianco · e7 pedone del bianco · f7 pedone del nero · h6 torre del bianco · c5 re del nero · f5 torre del nero · h4 donna del nero · a3 pedone del bianco · d3 donna del bianco | d8 re del bianco · f8 alfiere del bianco · c7 pedone del nero · d7 pedone del bianco · e7 pedone del bianco · f7 pedone del nero · h6 torre del bianco · c5 re del nero · f5 torre del nero · h4 donna del nero · a3 pedone del bianco · d3 donna del bianco | d8 re del bianco · f8 alfiere del bianco · c7 pedone del nero · d7 pedone del bianco · e7 pedone del bianco · f7 pedone del nero · h6 torre del bianco · c5 re del nero · f5 torre del nero · h4 donna del nero · a3 pedone del bianco · d3 donna del bianco | d8 re del bianco · f8 alfiere del bianco · c7 pedone del nero · d7 pedone del bianco · e7 pedone del bianco · f7 pedone del nero · h6 torre del bianco · c5 re del nero · f5 torre del nero · h4 donna del nero · a3 pedone del bianco · d3 donna del bianco | 2 |
| 1 | d8 re del bianco · f8 alfiere del bianco · c7 pedone del nero · d7 pedone del bianco · e7 pedone del bianco · f7 pedone del nero · h6 torre del bianco · c5 re del nero · f5 torre del nero · h4 donna del nero · a3 pedone del bianco · d3 donna del bianco | d8 re del bianco · f8 alfiere del bianco · c7 pedone del nero · d7 pedone del bianco · e7 pedone del bianco · f7 pedone del nero · h6 torre del bianco · c5 re del nero · f5 torre del nero · h4 donna del nero · a3 pedone del bianco · d3 donna del bianco | d8 re del bianco · f8 alfiere del bianco · c7 pedone del nero · d7 pedone del bianco · e7 pedone del bianco · f7 pedone del nero · h6 torre del bianco · c5 re del nero · f5 torre del nero · h4 donna del nero · a3 pedone del bianco · d3 donna del bianco | d8 re del bianco · f8 alfiere del bianco · c7 pedone del nero · d7 pedone del bianco · e7 pedone del bianco · f7 pedone del nero · h6 torre del bianco · c5 re del nero · f5 torre del nero · h4 donna del nero · a3 pedone del bianco · d3 donna del bianco | d8 re del bianco · f8 alfiere del bianco · c7 pedone del nero · d7 pedone del bianco · e7 pedone del bianco · f7 pedone del nero · h6 torre del bianco · c5 re del nero · f5 torre del nero · h4 donna del nero · a3 pedone del bianco · d3 donna del bianco | d8 re del bianco · f8 alfiere del bianco · c7 pedone del nero · d7 pedone del bianco · e7 pedone del bianco · f7 pedone del nero · h6 torre del bianco · c5 re del nero · f5 torre del nero · h4 donna del nero · a3 pedone del bianco · d3 donna del bianco | d8 re del bianco · f8 alfiere del bianco · c7 pedone del nero · d7 pedone del bianco · e7 pedone del bianco · f7 pedone del nero · h6 torre del bianco · c5 re del nero · f5 torre del nero · h4 donna del nero · a3 pedone del bianco · d3 donna del bianco | d8 re del bianco · f8 alfiere del bianco · c7 pedone del nero · d7 pedone del bianco · e7 pedone del bianco · f7 pedone del nero · h6 torre del bianco · c5 re del nero · f5 torre del nero · h4 donna del nero · a3 pedone del bianco · d3 donna del bianco | 1 |
|   | a | b | c | d | e | f | g | h |   |

|   | a | b | c | d | e | f | g | h |   |
| 8 | a7 pedone del bianco · b7 re del nero · d6 pedone del bianco · a5 pedone del bianco · b5 cavallo del nero · c4 pedone del nero · c3 pedone del nero · g2 pedone del nero · h2 pedone del nero · b1 re del bianco · f1 alfiere del bianco · h1 torre del nero | a7 pedone del bianco · b7 re del nero · d6 pedone del bianco · a5 pedone del bianco · b5 cavallo del nero · c4 pedone del nero · c3 pedone del nero · g2 pedone del nero · h2 pedone del nero · b1 re del bianco · f1 alfiere del bianco · h1 torre del nero | a7 pedone del bianco · b7 re del nero · d6 pedone del bianco · a5 pedone del bianco · b5 cavallo del nero · c4 pedone del nero · c3 pedone del nero · g2 pedone del nero · h2 pedone del nero · b1 re del bianco · f1 alfiere del bianco · h1 torre del nero | a7 pedone del bianco · b7 re del nero · d6 pedone del bianco · a5 pedone del bianco · b5 cavallo del nero · c4 pedone del nero · c3 pedone del nero · g2 pedone del nero · h2 pedone del nero · b1 re del bianco · f1 alfiere del bianco · h1 torre del nero | a7 pedone del bianco · b7 re del nero · d6 pedone del bianco · a5 pedone del bianco · b5 cavallo del nero · c4 pedone del nero · c3 pedone del nero · g2 pedone del nero · h2 pedone del nero · b1 re del bianco · f1 alfiere del bianco · h1 torre del nero | a7 pedone del bianco · b7 re del nero · d6 pedone del bianco · a5 pedone del bianco · b5 cavallo del nero · c4 pedone del nero · c3 pedone del nero · g2 pedone del nero · h2 pedone del nero · b1 re del bianco · f1 alfiere del bianco · h1 torre del nero | a7 pedone del bianco · b7 re del nero · d6 pedone del bianco · a5 pedone del bianco · b5 cavallo del nero · c4 pedone del nero · c3 pedone del nero · g2 pedone del nero · h2 pedone del nero · b1 re del bianco · f1 alfiere del bianco · h1 torre del nero | a7 pedone del bianco · b7 re del nero · d6 pedone del bianco · a5 pedone del bianco · b5 cavallo del nero · c4 pedone del nero · c3 pedone del nero · g2 pedone del nero · h2 pedone del nero · b1 re del bianco · f1 alfiere del bianco · h1 torre del nero | 8 |
| 7 | a7 pedone del bianco · b7 re del nero · d6 pedone del bianco · a5 pedone del bianco · b5 cavallo del nero · c4 pedone del nero · c3 pedone del nero · g2 pedone del nero · h2 pedone del nero · b1 re del bianco · f1 alfiere del bianco · h1 torre del nero | a7 pedone del bianco · b7 re del nero · d6 pedone del bianco · a5 pedone del bianco · b5 cavallo del nero · c4 pedone del nero · c3 pedone del nero · g2 pedone del nero · h2 pedone del nero · b1 re del bianco · f1 alfiere del bianco · h1 torre del nero | a7 pedone del bianco · b7 re del nero · d6 pedone del bianco · a5 pedone del bianco · b5 cavallo del nero · c4 pedone del nero · c3 pedone del nero · g2 pedone del nero · h2 pedone del nero · b1 re del bianco · f1 alfiere del bianco · h1 torre del nero | a7 pedone del bianco · b7 re del nero · d6 pedone del bianco · a5 pedone del bianco · b5 cavallo del nero · c4 pedone del nero · c3 pedone del nero · g2 pedone del nero · h2 pedone del nero · b1 re del bianco · f1 alfiere del bianco · h1 torre del nero | a7 pedone del bianco · b7 re del nero · d6 pedone del bianco · a5 pedone del bianco · b5 cavallo del nero · c4 pedone del nero · c3 pedone del nero · g2 pedone del nero · h2 pedone del nero · b1 re del bianco · f1 alfiere del bianco · h1 torre del nero | a7 pedone del bianco · b7 re del nero · d6 pedone del bianco · a5 pedone del bianco · b5 cavallo del nero · c4 pedone del nero · c3 pedone del nero · g2 pedone del nero · h2 pedone del nero · b1 re del bianco · f1 alfiere del bianco · h1 torre del nero | a7 pedone del bianco · b7 re del nero · d6 pedone del bianco · a5 pedone del bianco · b5 cavallo del nero · c4 pedone del nero · c3 pedone del nero · g2 pedone del nero · h2 pedone del nero · b1 re del bianco · f1 alfiere del bianco · h1 torre del nero | a7 pedone del bianco · b7 re del nero · d6 pedone del bianco · a5 pedone del bianco · b5 cavallo del nero · c4 pedone del nero · c3 pedone del nero · g2 pedone del nero · h2 pedone del nero · b1 re del bianco · f1 alfiere del bianco · h1 torre del nero | 7 |
| 6 | a7 pedone del bianco · b7 re del nero · d6 pedone del bianco · a5 pedone del bianco · b5 cavallo del nero · c4 pedone del nero · c3 pedone del nero · g2 pedone del nero · h2 pedone del nero · b1 re del bianco · f1 alfiere del bianco · h1 torre del nero | a7 pedone del bianco · b7 re del nero · d6 pedone del bianco · a5 pedone del bianco · b5 cavallo del nero · c4 pedone del nero · c3 pedone del nero · g2 pedone del nero · h2 pedone del nero · b1 re del bianco · f1 alfiere del bianco · h1 torre del nero | a7 pedone del bianco · b7 re del nero · d6 pedone del bianco · a5 pedone del bianco · b5 cavallo del nero · c4 pedone del nero · c3 pedone del nero · g2 pedone del nero · h2 pedone del nero · b1 re del bianco · f1 alfiere del bianco · h1 torre del nero | a7 pedone del bianco · b7 re del nero · d6 pedone del bianco · a5 pedone del bianco · b5 cavallo del nero · c4 pedone del nero · c3 pedone del nero · g2 pedone del nero · h2 pedone del nero · b1 re del bianco · f1 alfiere del bianco · h1 torre del nero | a7 pedone del bianco · b7 re del nero · d6 pedone del bianco · a5 pedone del bianco · b5 cavallo del nero · c4 pedone del nero · c3 pedone del nero · g2 pedone del nero · h2 pedone del nero · b1 re del bianco · f1 alfiere del bianco · h1 torre del nero | a7 pedone del bianco · b7 re del nero · d6 pedone del bianco · a5 pedone del bianco · b5 cavallo del nero · c4 pedone del nero · c3 pedone del nero · g2 pedone del nero · h2 pedone del nero · b1 re del bianco · f1 alfiere del bianco · h1 torre del nero | a7 pedone del bianco · b7 re del nero · d6 pedone del bianco · a5 pedone del bianco · b5 cavallo del nero · c4 pedone del nero · c3 pedone del nero · g2 pedone del nero · h2 pedone del nero · b1 re del bianco · f1 alfiere del bianco · h1 torre del nero | a7 pedone del bianco · b7 re del nero · d6 pedone del bianco · a5 pedone del bianco · b5 cavallo del nero · c4 pedone del nero · c3 pedone del nero · g2 pedone del nero · h2 pedone del nero · b1 re del bianco · f1 alfiere del bianco · h1 torre del nero | 6 |
| 5 | a7 pedone del bianco · b7 re del nero · d6 pedone del bianco · a5 pedone del bianco · b5 cavallo del nero · c4 pedone del nero · c3 pedone del nero · g2 pedone del nero · h2 pedone del nero · b1 re del bianco · f1 alfiere del bianco · h1 torre del nero | a7 pedone del bianco · b7 re del nero · d6 pedone del bianco · a5 pedone del bianco · b5 cavallo del nero · c4 pedone del nero · c3 pedone del nero · g2 pedone del nero · h2 pedone del nero · b1 re del bianco · f1 alfiere del bianco · h1 torre del nero | a7 pedone del bianco · b7 re del nero · d6 pedone del bianco · a5 pedone del bianco · b5 cavallo del nero · c4 pedone del nero · c3 pedone del nero · g2 pedone del nero · h2 pedone del nero · b1 re del bianco · f1 alfiere del bianco · h1 torre del nero | a7 pedone del bianco · b7 re del nero · d6 pedone del bianco · a5 pedone del bianco · b5 cavallo del nero · c4 pedone del nero · c3 pedone del nero · g2 pedone del nero · h2 pedone del nero · b1 re del bianco · f1 alfiere del bianco · h1 torre del nero | a7 pedone del bianco · b7 re del nero · d6 pedone del bianco · a5 pedone del bianco · b5 cavallo del nero · c4 pedone del nero · c3 pedone del nero · g2 pedone del nero · h2 pedone del nero · b1 re del bianco · f1 alfiere del bianco · h1 torre del nero | a7 pedone del bianco · b7 re del nero · d6 pedone del bianco · a5 pedone del bianco · b5 cavallo del nero · c4 pedone del nero · c3 pedone del nero · g2 pedone del nero · h2 pedone del nero · b1 re del bianco · f1 alfiere del bianco · h1 torre del nero | a7 pedone del bianco · b7 re del nero · d6 pedone del bianco · a5 pedone del bianco · b5 cavallo del nero · c4 pedone del nero · c3 pedone del nero · g2 pedone del nero · h2 pedone del nero · b1 re del bianco · f1 alfiere del bianco · h1 torre del nero | a7 pedone del bianco · b7 re del nero · d6 pedone del bianco · a5 pedone del bianco · b5 cavallo del nero · c4 pedone del nero · c3 pedone del nero · g2 pedone del nero · h2 pedone del nero · b1 re del bianco · f1 alfiere del bianco · h1 torre del nero | 5 |
| 4 | a7 pedone del bianco · b7 re del nero · d6 pedone del bianco · a5 pedone del bianco · b5 cavallo del nero · c4 pedone del nero · c3 pedone del nero · g2 pedone del nero · h2 pedone del nero · b1 re del bianco · f1 alfiere del bianco · h1 torre del nero | a7 pedone del bianco · b7 re del nero · d6 pedone del bianco · a5 pedone del bianco · b5 cavallo del nero · c4 pedone del nero · c3 pedone del nero · g2 pedone del nero · h2 pedone del nero · b1 re del bianco · f1 alfiere del bianco · h1 torre del nero | a7 pedone del bianco · b7 re del nero · d6 pedone del bianco · a5 pedone del bianco · b5 cavallo del nero · c4 pedone del nero · c3 pedone del nero · g2 pedone del nero · h2 pedone del nero · b1 re del bianco · f1 alfiere del bianco · h1 torre del nero | a7 pedone del bianco · b7 re del nero · d6 pedone del bianco · a5 pedone del bianco · b5 cavallo del nero · c4 pedone del nero · c3 pedone del nero · g2 pedone del nero · h2 pedone del nero · b1 re del bianco · f1 alfiere del bianco · h1 torre del nero | a7 pedone del bianco · b7 re del nero · d6 pedone del bianco · a5 pedone del bianco · b5 cavallo del nero · c4 pedone del nero · c3 pedone del nero · g2 pedone del nero · h2 pedone del nero · b1 re del bianco · f1 alfiere del bianco · h1 torre del nero | a7 pedone del bianco · b7 re del nero · d6 pedone del bianco · a5 pedone del bianco · b5 cavallo del nero · c4 pedone del nero · c3 pedone del nero · g2 pedone del nero · h2 pedone del nero · b1 re del bianco · f1 alfiere del bianco · h1 torre del nero | a7 pedone del bianco · b7 re del nero · d6 pedone del bianco · a5 pedone del bianco · b5 cavallo del nero · c4 pedone del nero · c3 pedone del nero · g2 pedone del nero · h2 pedone del nero · b1 re del bianco · f1 alfiere del bianco · h1 torre del nero | a7 pedone del bianco · b7 re del nero · d6 pedone del bianco · a5 pedone del bianco · b5 cavallo del nero · c4 pedone del nero · c3 pedone del nero · g2 pedone del nero · h2 pedone del nero · b1 re del bianco · f1 alfiere del bianco · h1 torre del nero | 4 |
| 3 | a7 pedone del bianco · b7 re del nero · d6 pedone del bianco · a5 pedone del bianco · b5 cavallo del nero · c4 pedone del nero · c3 pedone del nero · g2 pedone del nero · h2 pedone del nero · b1 re del bianco · f1 alfiere del bianco · h1 torre del nero | a7 pedone del bianco · b7 re del nero · d6 pedone del bianco · a5 pedone del bianco · b5 cavallo del nero · c4 pedone del nero · c3 pedone del nero · g2 pedone del nero · h2 pedone del nero · b1 re del bianco · f1 alfiere del bianco · h1 torre del nero | a7 pedone del bianco · b7 re del nero · d6 pedone del bianco · a5 pedone del bianco · b5 cavallo del nero · c4 pedone del nero · c3 pedone del nero · g2 pedone del nero · h2 pedone del nero · b1 re del bianco · f1 alfiere del bianco · h1 torre del nero | a7 pedone del bianco · b7 re del nero · d6 pedone del bianco · a5 pedone del bianco · b5 cavallo del nero · c4 pedone del nero · c3 pedone del nero · g2 pedone del nero · h2 pedone del nero · b1 re del bianco · f1 alfiere del bianco · h1 torre del nero | a7 pedone del bianco · b7 re del nero · d6 pedone del bianco · a5 pedone del bianco · b5 cavallo del nero · c4 pedone del nero · c3 pedone del nero · g2 pedone del nero · h2 pedone del nero · b1 re del bianco · f1 alfiere del bianco · h1 torre del nero | a7 pedone del bianco · b7 re del nero · d6 pedone del bianco · a5 pedone del bianco · b5 cavallo del nero · c4 pedone del nero · c3 pedone del nero · g2 pedone del nero · h2 pedone del nero · b1 re del bianco · f1 alfiere del bianco · h1 torre del nero | a7 pedone del bianco · b7 re del nero · d6 pedone del bianco · a5 pedone del bianco · b5 cavallo del nero · c4 pedone del nero · c3 pedone del nero · g2 pedone del nero · h2 pedone del nero · b1 re del bianco · f1 alfiere del bianco · h1 torre del nero | a7 pedone del bianco · b7 re del nero · d6 pedone del bianco · a5 pedone del bianco · b5 cavallo del nero · c4 pedone del nero · c3 pedone del nero · g2 pedone del nero · h2 pedone del nero · b1 re del bianco · f1 alfiere del bianco · h1 torre del nero | 3 |
| 2 | a7 pedone del bianco · b7 re del nero · d6 pedone del bianco · a5 pedone del bianco · b5 cavallo del nero · c4 pedone del nero · c3 pedone del nero · g2 pedone del nero · h2 pedone del nero · b1 re del bianco · f1 alfiere del bianco · h1 torre del nero | a7 pedone del bianco · b7 re del nero · d6 pedone del bianco · a5 pedone del bianco · b5 cavallo del nero · c4 pedone del nero · c3 pedone del nero · g2 pedone del nero · h2 pedone del nero · b1 re del bianco · f1 alfiere del bianco · h1 torre del nero | a7 pedone del bianco · b7 re del nero · d6 pedone del bianco · a5 pedone del bianco · b5 cavallo del nero · c4 pedone del nero · c3 pedone del nero · g2 pedone del nero · h2 pedone del nero · b1 re del bianco · f1 alfiere del bianco · h1 torre del nero | a7 pedone del bianco · b7 re del nero · d6 pedone del bianco · a5 pedone del bianco · b5 cavallo del nero · c4 pedone del nero · c3 pedone del nero · g2 pedone del nero · h2 pedone del nero · b1 re del bianco · f1 alfiere del bianco · h1 torre del nero | a7 pedone del bianco · b7 re del nero · d6 pedone del bianco · a5 pedone del bianco · b5 cavallo del nero · c4 pedone del nero · c3 pedone del nero · g2 pedone del nero · h2 pedone del nero · b1 re del bianco · f1 alfiere del bianco · h1 torre del nero | a7 pedone del bianco · b7 re del nero · d6 pedone del bianco · a5 pedone del bianco · b5 cavallo del nero · c4 pedone del nero · c3 pedone del nero · g2 pedone del nero · h2 pedone del nero · b1 re del bianco · f1 alfiere del bianco · h1 torre del nero | a7 pedone del bianco · b7 re del nero · d6 pedone del bianco · a5 pedone del bianco · b5 cavallo del nero · c4 pedone del nero · c3 pedone del nero · g2 pedone del nero · h2 pedone del nero · b1 re del bianco · f1 alfiere del bianco · h1 torre del nero | a7 pedone del bianco · b7 re del nero · d6 pedone del bianco · a5 pedone del bianco · b5 cavallo del nero · c4 pedone del nero · c3 pedone del nero · g2 pedone del nero · h2 pedone del nero · b1 re del bianco · f1 alfiere del bianco · h1 torre del nero | 2 |
| 1 | a7 pedone del bianco · b7 re del nero · d6 pedone del bianco · a5 pedone del bianco · b5 cavallo del nero · c4 pedone del nero · c3 pedone del nero · g2 pedone del nero · h2 pedone del nero · b1 re del bianco · f1 alfiere del bianco · h1 torre del nero | a7 pedone del bianco · b7 re del nero · d6 pedone del bianco · a5 pedone del bianco · b5 cavallo del nero · c4 pedone del nero · c3 pedone del nero · g2 pedone del nero · h2 pedone del nero · b1 re del bianco · f1 alfiere del bianco · h1 torre del nero | a7 pedone del bianco · b7 re del nero · d6 pedone del bianco · a5 pedone del bianco · b5 cavallo del nero · c4 pedone del nero · c3 pedone del nero · g2 pedone del nero · h2 pedone del nero · b1 re del bianco · f1 alfiere del bianco · h1 torre del nero | a7 pedone del bianco · b7 re del nero · d6 pedone del bianco · a5 pedone del bianco · b5 cavallo del nero · c4 pedone del nero · c3 pedone del nero · g2 pedone del nero · h2 pedone del nero · b1 re del bianco · f1 alfiere del bianco · h1 torre del nero | a7 pedone del bianco · b7 re del nero · d6 pedone del bianco · a5 pedone del bianco · b5 cavallo del nero · c4 pedone del nero · c3 pedone del nero · g2 pedone del nero · h2 pedone del nero · b1 re del bianco · f1 alfiere del bianco · h1 torre del nero | a7 pedone del bianco · b7 re del nero · d6 pedone del bianco · a5 pedone del bianco · b5 cavallo del nero · c4 pedone del nero · c3 pedone del nero · g2 pedone del nero · h2 pedone del nero · b1 re del bianco · f1 alfiere del bianco · h1 torre del nero | a7 pedone del bianco · b7 re del nero · d6 pedone del bianco · a5 pedone del bianco · b5 cavallo del nero · c4 pedone del nero · c3 pedone del nero · g2 pedone del nero · h2 pedone del nero · b1 re del bianco · f1 alfiere del bianco · h1 torre del nero | a7 pedone del bianco · b7 re del nero · d6 pedone del bianco · a5 pedone del bianco · b5 cavallo del nero · c4 pedone del nero · c3 pedone del nero · g2 pedone del nero · h2 pedone del nero · b1 re del bianco · f1 alfiere del bianco · h1 torre del nero | 1 |
|   | a | b | c | d | e | f | g | h |   |